# Chŏnsŭng
Chŏnsŭng (kor. 전승역, pol. Zwycięstwo) – stacja linii Hyŏksin, systemu metra znajdującego się w stolicy Korei Północnej, Pjongjangu. Stacja została otwarta 9 października 1975. Jest to stacja przesiadkowa na Linię Ch'ŏllima.